# كريثيديا دو دوفين 2011
كريثيديا دو دوفين 2011 (بالإنجليزية: 2011 Critérium du Dauphiné)‏ هو سباق دراجات هوائية أقيم بتاريخ 5–12 يونيو، تكون السباق من 7 مراحل وامتدّ لمسافة 1064.4 كم بسرعة 39.9 كم/س، استغرق السباق 26 ساعة 40 دقيقة 51 ثانية. فاز به البريطاني برادلي ويغينز وحلّ ثانيا كاديل إفانز بينما حصل على المركز الثالث أليكساندر فينوكوروف.

## الترتيب
| م                     | الدرّاج              | البلد           | الزمن                     |
| --------------------- | ------------------- | --------------- | ------------------------- |
| الفائز بالترتيب العام | برادلي ويغينز       | بريطانيا العظمى | 26 ساعة 40 دقيقة 51 ثانية |
| الثاني                | كاديل إفانز         | أستراليا        |                           |
| الثالث                | أليكساندر فينوكوروف | كازاخستان       |                           |
| حسب النقاط            | خواكيم رودريغيث     | إسبانيا         | -                         |
| التسلق                | خواكيم رودريغيث     | إسبانيا         | -                         |